# Place de la Révolution (La Havane)
Pour l’article homonyme, voir Plaza de la Revolución (municipalité).
La place de la Révolution (en espagnol : Plaza de la Revolución) est un vaste espace public située à La Havane, la capitale de Cuba. 

## Situation
Elle est le centre de la municipalité homonyme qui s'étend de cette place jusqu'au Malecón et comprend le quartier de Vedado.
D'une étendue de 72 000 m2, elle se présente comme une esplanade asphaltée de forme rectangulaire délimitée par les avenues Aranguren au nord, de l'Indépendance à l'est, Paseo au sud et Céspedes à l'ouest. Elle s'inscrit dans un axe monumental entre les ministères de l'Intérieur et des Communications au nord ainsi que le mémorial José Martí puis le palais de la Révolution au sud.

## Histoire
La place Civique est créée à l'époque de la dictature de Fulgencio Batista et le mémorial José Martí est inauguré en 1958. Elle prend son nom actuel après la victoire de la révolution cubaine en 1959. Elle est depuis lors le lieu des grandes manifestations de masse du régime cubain et où Fidel Castro prononce certains de ses discours-fleuves.
Le 20 septembre 2015, le pape François y célèbre une grande messe à l'occasion de son voyage à Cuba, en présence notamment de Raúl Castro et Cristina Kirchner.
Le 29 novembre 2016, quatre jours après la mort de Fidel Castro, une cérémonie funéraire rassemblant un million de personnes, dont des personnalités cubaines et étrangères, se déroule pendant quatre heures sur la place.

## Sites et monuments
Le bâtiment du ministère de l'Intérieur s'élève au nord-ouest de la place. Un mur aveugle de sa façade est orné d'un relief sculpté représentant Che Guevara, œuvre de l'artiste cubain Enrique Ávila. Au nord-est, lui répond l'immeuble du ministère des Communications, qui affiche une autre œuvre réalisée par le même artiste, représentant Camilo Cienfuegos, inaugurée en 2009.
La Bibliothèque nationale José Martí s'élève sur le côté est de la place et fait face au Théâtre national, inauguré en 1979.
Enfin, le mémorial José Martí occupe l'espace au sud de la place et se dresse à une hauteur de 109 mètres.

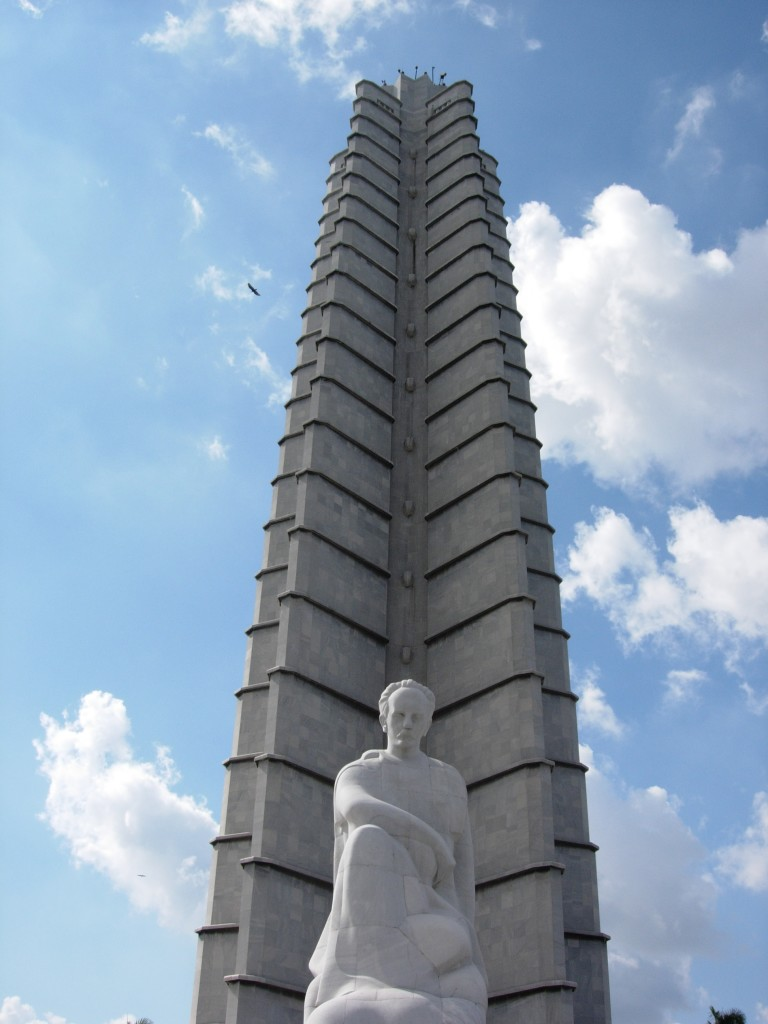
Le mémorial José Martí.
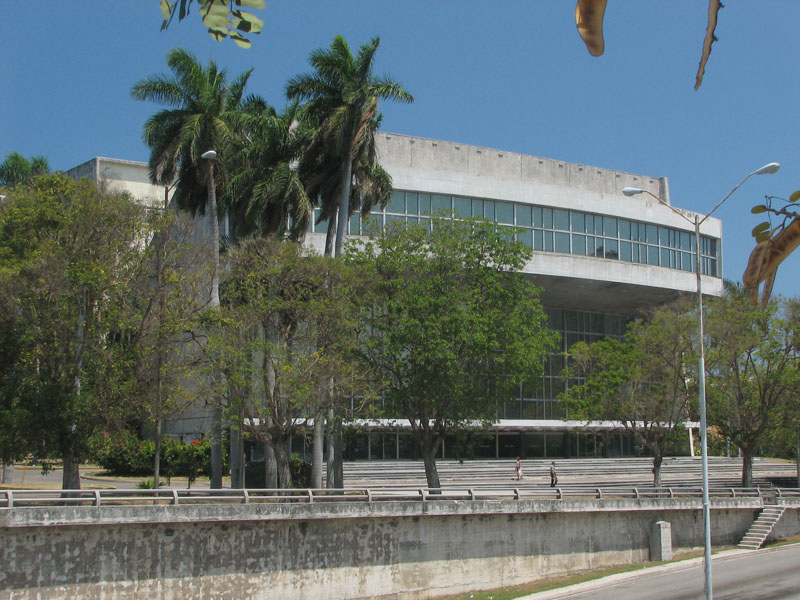
Le Théâtre national.
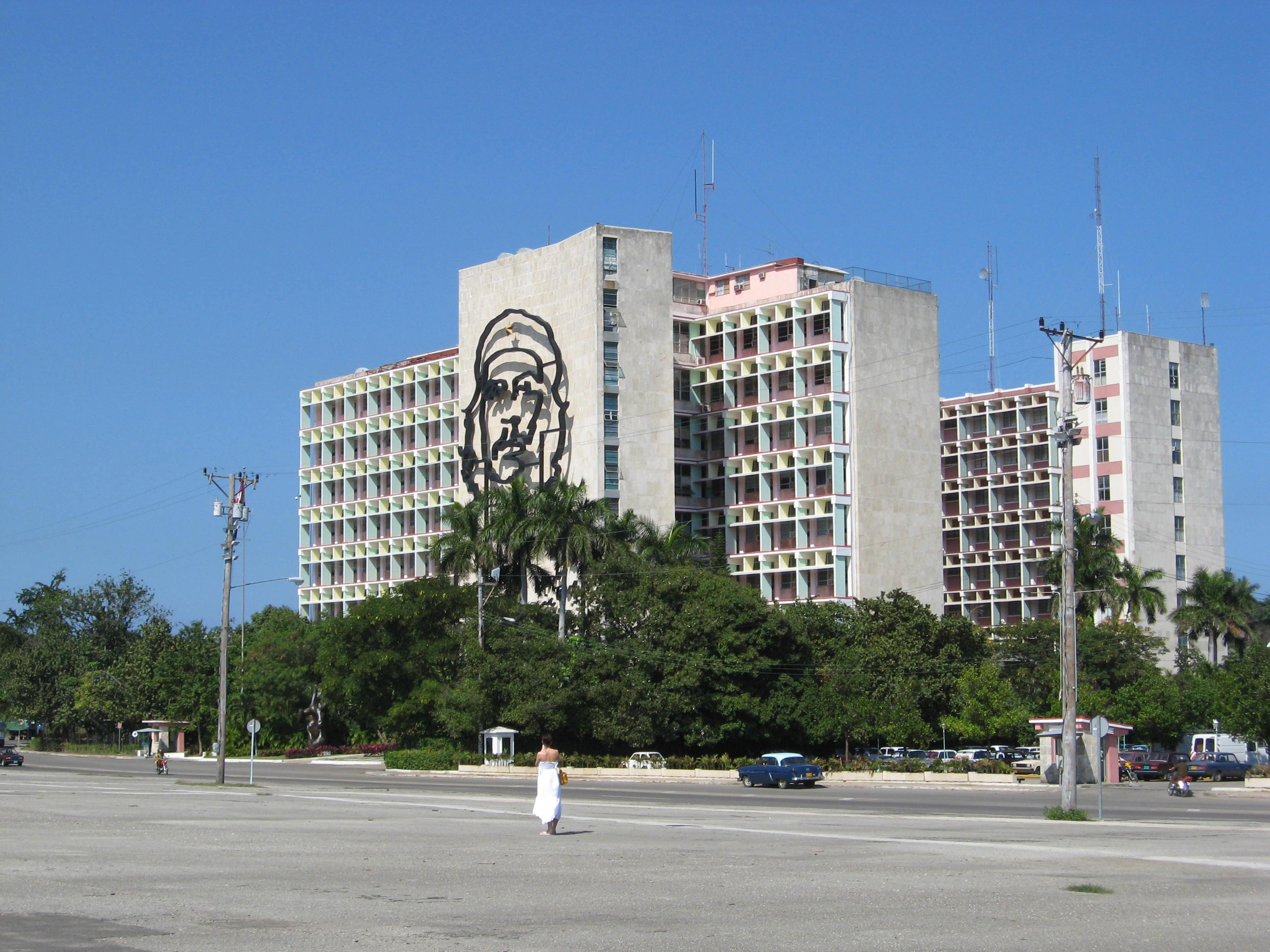
Le ministère de l'Intérieur.
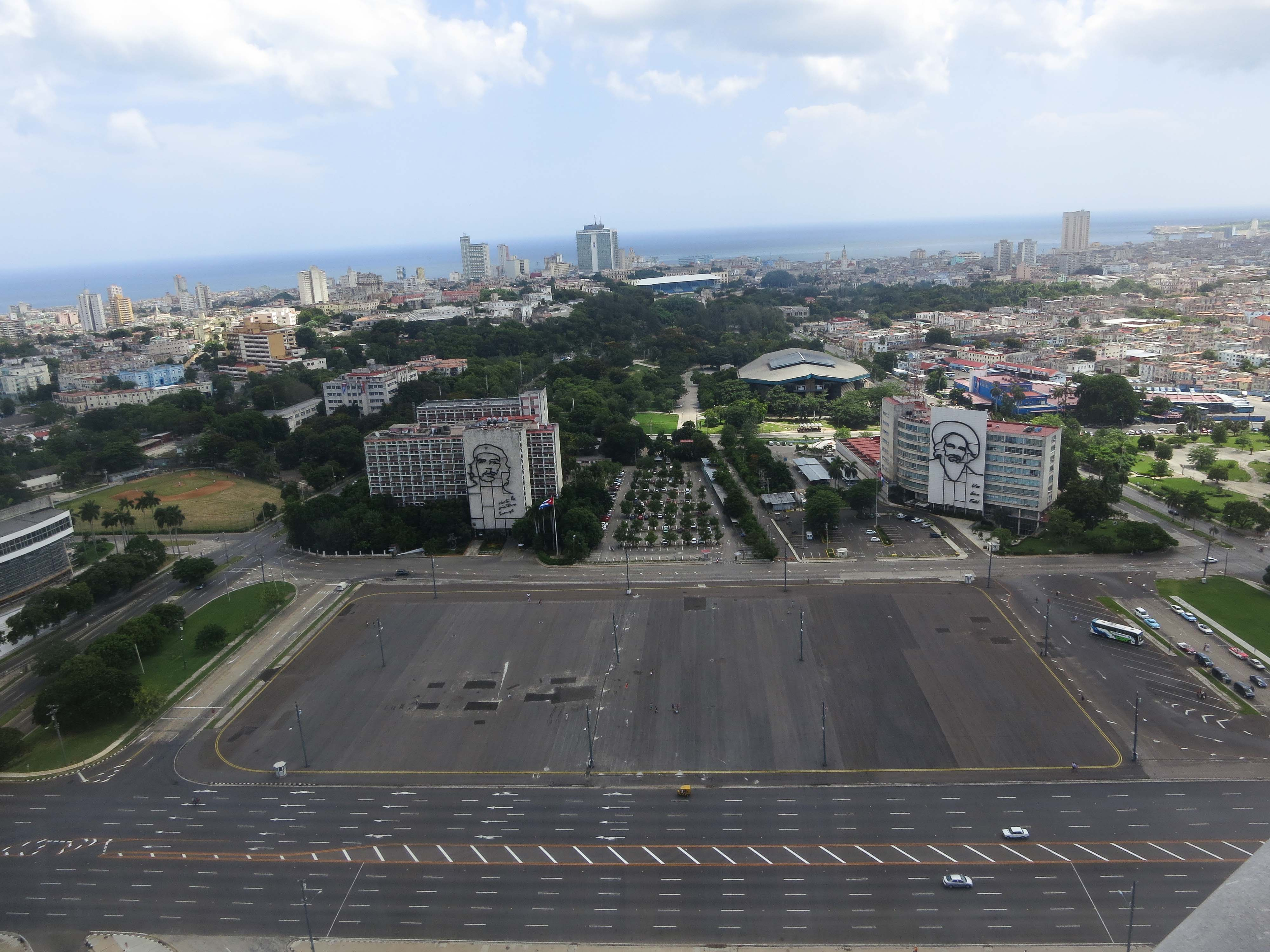
La place vue du mémorial José Martí.